# Gibanica
Gibanica (serbisk kyrilliska: гибаница) är en traditionell maträtt som är populär över hela Balkanhalvön. Den görs vanligtvis av keso och ägg.